# Comté d'Upton
Pour les articles homonymes, voir Upton (homonymie).
Le comté d'Upton (en anglais : Upton County) est un comté situé au centre-ouest de l'État du Texas aux États-Unis. Fondé le 26 février 1887, son siège de comté est la ville de Rankin. Selon le recensement des États-Unis de 2020, sa population est de 3 308 habitants. Le comté a une superficie de 3 215,4 km2, dont la presque totalité en surfaces terrestres. Il est baptisé en l'honneur des généraux John C. et William E. Upton.

## Organisation du comté
Le comté d'Upton est créé le 26 février 1887, à partir des terres du comté de Tom Green. Il est définitivement organisé et autonome, le 7 mai 1910.
Il est baptisé en référence à deux frères, John C. et William E. Upton, tous deux généraux, durant la guerre de Sécession,.

## Géographie
Le comté d'Upton est situé au centre-ouest de l'État du Texas, aux États-Unis,, sur le plateau d'Edwards.
Il a une superficie totale de 3 215,4 km2, composée de 3 215 km2 de terres et de 0,4 km2 de zones aquatiques.

## Comtés adjacents
| Comté d'Ector  | Comté de Midland  |                 |
| Comté de Crane | comté d'Upton     | Comté de Reagan |
|                | Comté de Crockett |                 |

## Démographie
Lors du recensement de 2010, le comté comptait une population de 3 355 habitants. En 2017, la population est estimée à 3 663 habitants,.
| Groupes           | Comté d'Upton | Texas | États-Unis |
| ----------------- | ------------- | ----- | ---------- |
| Blancs            | 75,0          | 70,4  | 72,4       |
| Autres            | 19,3          | 14,4  | 11,2       |
| Métis             | 2,1           | 2,5   | 2,7        |
| Afro-Américains   | 1,9           | 11,9  | 12,6       |
| Amérindiens       | 1,7           | 0,7   | 0,9        |
| Total             | 100           | 100   | 100        |
|                   |               |       |            |
| Latino-Américains | 49,0          | 37,6  | 16,7       |

Pyramide des âges du comté d'Upton (2000).

Selon l'American Community Survey, pour la période 2011-2015, 61,34 % de la population âgée de plus de 5 ans déclare parler l’anglais à la maison, alors que 38,29 % déclare parler l'espagnol et 0,36 % une autre langue.